# Măselariță
Măselarița, sau Hyoscyamus niger, este  o plantă, toxică,  ce face parte din familia Solanaceae. Poate atinge jumătate de metru în înălțime. Florile sale sunt galben-verzui. Înflorește în perioada iunie - august.  Toxicitatea acesteia este cauzată  cele 2 atropine: hioscină și hioscinamină. 

## Uz medical
În cantități foarte mici are proprietăți anestezice, antispasmodice, sedative și antinevralgice, însă nu trebuie folosită în viața de zi cu zi, deoarece și așa prezintă un mare grad de risc.